# Hermann Pálsson
Hermann Pálsson (* 26. Mai 1921 auf dem Hof Sauðanes á Ásum bei Blönduós; † 11. August 2002 in Burgas, Bulgarien) war ein isländischer Keltologe, Skandinavist und Übersetzer.
Hermann Pálsson absolvierte 1943 eine Hochschulausbildung in Akureyri und schloss anschließend 1947 ein Studium an der Universität Island ab. Danach studierte er in Irland Keltologie an der National University of Ireland in Dublin. Seit 1950 lehrte er Anglistik an der Universität Edinburgh, zunächst als Assistenzprofessor, danach für viele Jahre als Professor. Ab 1982 widmete er sich hauptsächlich wissenschaftlichen Forschungen und Arbeiten, bis er 1988 in den Ruhestand ging. Eine Zeit lang war er auch Gastprofessor an der Universität Toronto und der Universität Berkeley tätig.
Hermann Pálsson verfasste mehrere Bücher und Schriften und übersetzte, oft in Zusammenarbeit wie etwa mit Magnus Magnusson oder Paul Edwards, rund 40 Werke der mittelalterlichen isländischen Literatur in andere Sprachen.
Er war verheiratet mit Gudrun Þorvarðardóttir (* 1927), mit der er eine gemeinsame Tochter hatte. Hermann Pálsson starb bei einem Unfall in Burgas in Bulgarien.

## Schriften
- mit Rudolf Simek: Lexikon der altnordischen Literatur (= Kröners Taschenausgabe. Band 490). Kröner, Stuttgart 1987, ISBN 3-520-49001-3.